# Cetoconcha bulla
Cetoconcha bulla är en musselart som först beskrevs av Dall 1881.  Cetoconcha bulla ingår i släktet Cetoconcha och familjen Poromyidae. Inga underarter finns listade i Catalogue of Life.